# Dragontown (álbum)
Dragontown es el 22.º álbum del músico estadounidense Alice Cooper, publicado en septiembre de 2001 por Spitfire Records. Al igual que su anterior producción discográfica, Brutal Planet, este disco destaca por tener un sonido particularmente pesado, cercano al metal industrial en algunas canciones.
El álbum alcanzó el puesto Nº 12 en el "Top Independent Albums" de Billboard y el puesto Nº 197 en la lista Billboard 200, su puesto más bajo desde DaDa, de 1983. También se trata del primer álbum de Alice Cooper que no contiene ningún sencillo.

## Lista de canciones
Todos los temas por Alice Cooper y Bob Marlette.
| Dragontown |                           |          |  |
| N.º        | Título                    | Duración |  |
| 1.         | «Triggerman»              | 4:00     |  |
| 2.         | «Deeper»                  | 4:36     |  |
| 3.         | «Dragontown»              | 5:06     |  |
| 4.         | «Sex, Death and Money»    | 3:39     |  |
| 5.         | «Fantasy Man»             | 4:05     |  |
| 6.         | «Somewhere in the Jungle» | 5:22     |  |
| 7.         | «Disgraceland»            | 3:34     |  |
| 8.         | «Sister Sara»             | 4:35     |  |
| 9.         | «Every Woman Has a Name»  | 3:45     |  |
| 10.        | «I Just Wanna Be God»     | 3:53     |  |
| 11.        | «It's Much Too Late»      | 4:40     |  |
| 12.        | «The Sentinel»            | 3:53     |  |
| 50:48      |                           |          |  |

### Bonus DIsc
En 2002 se editó una versión limitada de 7500 unidades, que contenía un EP extra con cuatro tracks. El tema "Can't Sleep, Clowns Will Eat Me" está inspirado en el capítulo de Los Simpsons "Lisa's First Word".
| Dragontown Bonus Disc |                                  |          |  |
| N.º                   | Título                           | Duración |  |
| 1.                    | «Can't Sleep, Clowns Wil Eat Me» | 4:09     |  |
| 2.                    | «Go To Hell (en vivo)»           | 3:48     |  |
| 3.                    | «Ballad of Dwight Fry (en vivo)» | 4:27     |  |
| 4.                    | «Brutal Planet (remix)»          | 5:27     |  |

## Créditos
- Alice Cooper - Voz
- Ryan Roxie - Guitarra
- Tim Pierce - Guitarra
- Greg Smith - Bajo
- Kenny Aronoff - Batería
- Bob Marlette - Guitarra, bajo, teclados